# أراد
مدينة غرب رومانيا,(بالرومانية: Arad) عاصمة محافظة اراد في إقليم بانات وتقع على نهر موريش. تشكل محافظة اراد الحدود الغربية مع هنغاريا (المجر) تبعد 563 كم عن بوخارست العاصمة وعن تيميشوارا 42 كم وعن بودابست عاصمة المجر 270 كم، عدد سكانها عام 2002 حوالي 172.827 نسمة.

## التقسيم السكاني
- الرومان : 84.6%.
- المجريين : 10.9%.
- الألمان : 1.7%.
- الصرب : 0.3%.

## النقل
تعتبر مدينة اراد أهم مدينة للنقل في غرب رومانيا والتي تربط دول أوروبا الشرقية مع الغربية، وعلى بعد 3كم يوجد مطار دولي، ويوجد في المدينة محطتي قطار.

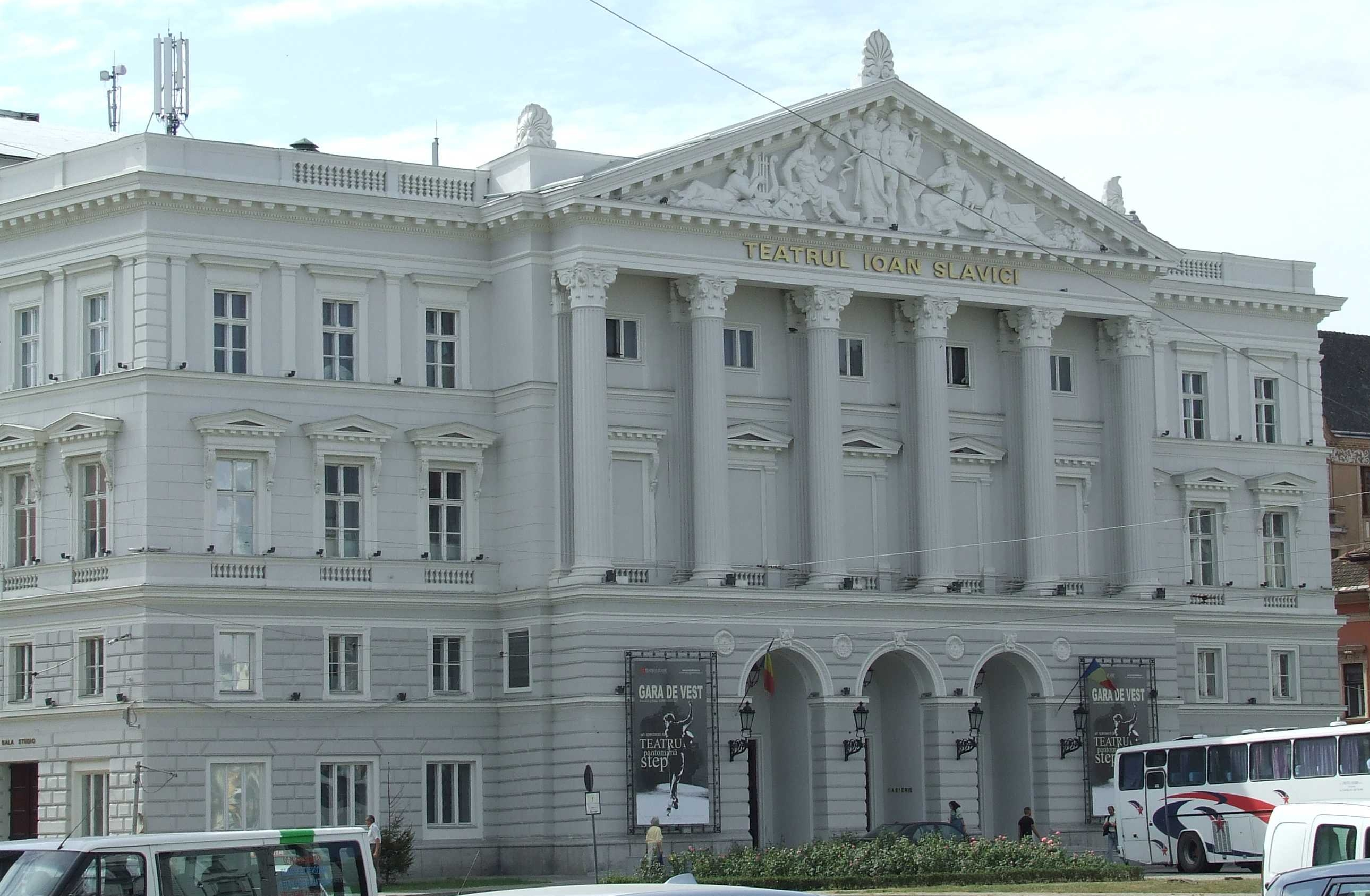
المتحف التاريخي

## توأمة
لأراد اتفاقيات توأمة مع كل من:
- بيتش
- عتليت
- فوشون
- جيولا ، المجر
- هدمزوفازارهلي
- جفعاتايم
- زرنجانین

## أعلام
- شتيفان باربو
- كولومان براون بوغدان
- ماريوس كوبيل
- ألكسندرو كويدان
- ستيفان هيل
- أوفيديو هاتسيغان
- ساندور روزنبرغ
- إشتيفان أفار
- ارتور فلبس